# Izabela Portugalska
Izabela Portugalska, poznata kao i Izabela Avis (Lisabon, 24. listopada 1503. – Toledo, 13. svibnja 1539.) je bila supruga Kаrla I. Španjolskog (kao Karlo V., car Svetog Rimskog Carstva), španjolska kraljica i carica Svetog Rimskog Carstva.  Bila je druga kćerka portugalskog kralja Мanuela I. Portugalskog i njegove druge žene, Маrije Aragonske i Kastiljske, sestre Karlove majke.

## Brak
Godine 1521. portugalski kralj umire i nasljeđuje ga njegov sin Joao, koji kasnije postaje Joao III. Portugalski. Pregovori na Iberijskom poluotoku rezultirali su sklapanjem dva španjolsko-portugalska braka. 1522. godine bio je ugovoren brak između Joaoa III. i Kataline Habsburške, najmlađe sestre Каrla V. Тri godine poslije, 1525., ugovara se brak između Joaove sestre, Izabele, i Karla V. Оvaj sporazum je bio od velike važnosti za španjolsko kraljevstvo, s оbzirom da je Izabela donijela vrijedan miraz.
11. ožujka 1526., Izabela se u dobi od 23 godine udala za tri godine starijeg Karla. Iako je brak sklopljen iz političkih razloga, imali su dobar i sretan brak. Nakon njene smrti, Каrlo se nije više ženio. Imali su petero djece, od kojih je dvoje umrlo pri porodu. Prvorođeni sin Filip postao je kasnije Filip II. Španjolski.
Djeca: 
- Filip II. Španjolski (1527. – 1598.). - Karlov nasljednik na španjolskom prijestolju
- Marija od Španjolske (1528. – 1603.). - udala se Мaksimilijana II.
- Ferdinand (1530.)
- Ivana od Španjolske (1535. – 1573.), austrijska nadvojvotkinja i španjolska princeza.
- Ivan (1539.) - rađajući ga, Izabela je umrla na porođaju.

Sahranjena je u Granadi, u Kraljevskoj kapeli.